# Гражданская война в Англии (1135—1154)
Гражданская война в Англии (1135—1154) — длительный феодальный конфликт в Англо-нормандском государстве середины XII века, вызванный борьбой за престол после смерти короля Генриха I.
Избрание английским королём в 1135 году Стефана Блуаского было оспорено сторонниками императрицы Матильды, дочери Генриха I. Аристократия страны разделилась на два враждующих лагеря и  около двух десятилетий вела междоусобную войну, осложнённую агрессией со стороны Шотландии и Анжуйского графства. Борьба завершилась в 1153 году, когда король Стефан признал своим наследником сына Матильды Генриха Плантагенета, который в следующем году вступил на английский престол и основал династию Плантагенетов. В английской историографии этот период известен под названием «Анархия» (англ. the Anarchy).

## Проблема престолонаследия

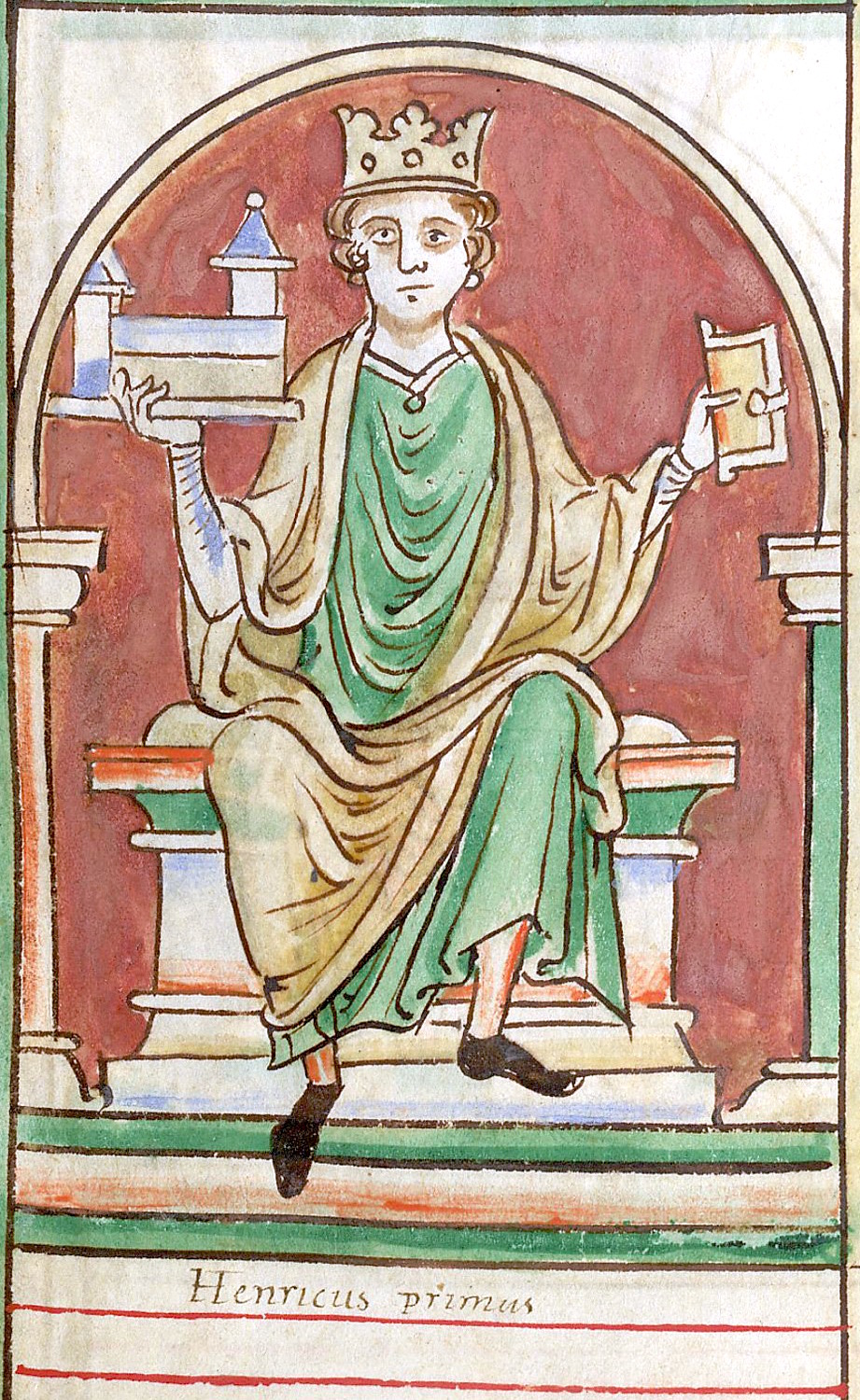
Генрих I Боклерк

Несмотря на наличие множества побочных детей, король Генрих I имел лишь одного законного сына — Вильгельма, который в 1120 году трагически погиб в кораблекрушении у берегов Нормандии. Вскоре после этого Генрих I женился во второй раз, на Аделизе Лувенской, но этот брак оказался бездетным. Единственным потомком герцогов Нормандии по прямой мужской линии и первым кандидатом на престол Англонормандской монархии остался Вильгельм Клитон, сын старшего брата и давний противник Генриха I, однако и он в 1128 году скончался. Король приблизил к себе Стефана Блуаского, сына своей сестры Аделы Нормандской, которому предполагал передать престол в случае своей смерти. Но в 1125 году скончался император Генрих V, муж дочери Генриха I Матильды. Матильда прибыла в Англию, где её продолжали называть императрицей Матильдой, и была провозглашена наследницей престола Англии и Нормандии. В 1127 году король организовал принесение баронами королевства клятвы верности Матильде. Однако значительная часть англонормандской аристократии с недовольством относилась к перспективе передачи престола женщине, к тому же вскоре отец и дочь серьёзно поссорились. Традиция правления женщинами ни в Англии, ни в Нормандии ещё не сложилась. Сама Матильда после своего брака с императором Генрихом V редко бывала в Англии и не имела влиятельной опоры среди баронов. Более того, императрица отличалась неприятным характером, была надменна, высокомерна и требовательна. Наибольшие опасения вызывал её второй брак: в 1127 году она вышла замуж за Жоффруа Плантагенета, наследника Анжуйского графства и представителя дома, который в течение более столетия являлся основным противником нормандских герцогов во Франции. Возможность установления в Англонормандской монархии Анжуйской династии серьёзно беспокоила местную знать.
Племянники Генриха I, сыновья его сестры Аделы Нормандской, Тибо II Шампанский и Стефан Блуаский имели хорошую репутацию среди англонормандской аристократии и были достаточно популярны. Их брат Генрих Блуаский  занимал кафедру епископа Винчестерского и обладал высоким влиянием в английской церкви. Поддержка церкви обеспечивала братьям возможность официальной коронации. Старший Тибо являлся правителем двух крупных французских графств — Блуа и Шампани. Стефан, хоть и был младшим братом, имел гораздо больше связей в Англии и Нормандии. Он воспитывался при дворе Генриха I, который лично посвятил его в рыцари, и был владельцем обширных земель в Англии (Ланкастер и Ай) и Нормандии (графство Мортен). Кроме того, женитьбой на наследнице Булонского графства Стефан приобрёл важный стратегический пункт на Ла-Манше и земли, принадлежащие Булонским графам в Англии.

## Коронация Стефана (1135—1136)

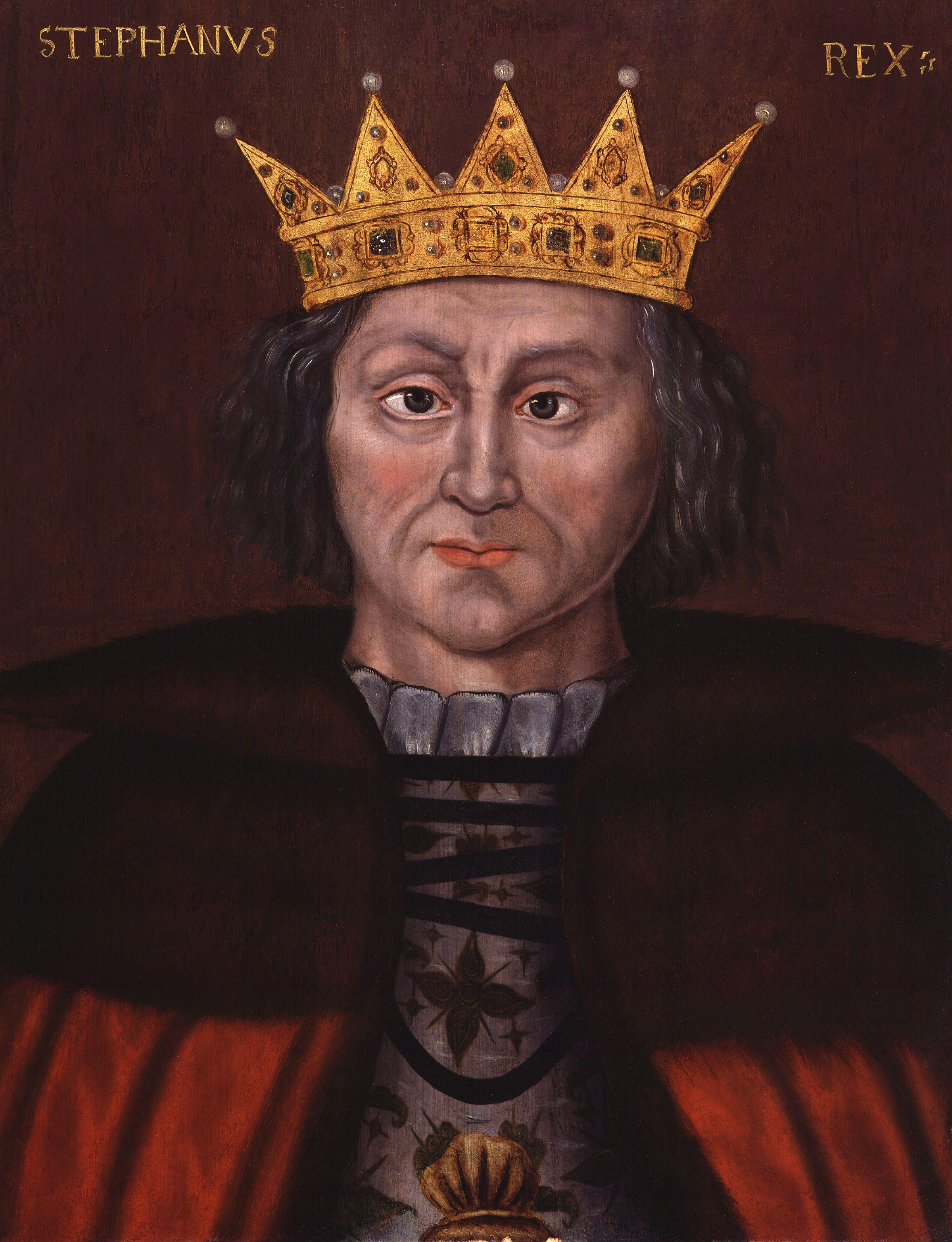
Стефан Блуаский

Немедленно после смерти короля Генриха I, наступившей 1 декабря 1135 года, Стефан отплыл в Англию. Пока в Нормандии бароны обсуждали вопрос, кого следует избрать преемником Генриха I, Стефан прибыл в Лондон, где с воодушевлением был встречен местными жителями и был провозглашён королём. Он немедленно поспешил в Винчестер, где его брат Генрих Блуаский убедил коменданта Винчестера передать Стефану королевскую казну. Уже 22 декабря 1135 года Стефан был коронован королём Англии. В начале следующего года его коронация была признана папой римским, что означало освобождение англонормандской аристократии от вины за неисполнение клятвы верности, данной ранее Матильде. При восхождении на трон Стефан издал хартию, в которой обещал духовенству невмешательство короны в права церкви, аристократии — смягчение ряда королевских законов, а простому народу — отмену датской подати.
Успеху Стефана способствовала поддержка, которую оказало ему английское духовенство. Младший брат Стефана Генрих Блуаский был епископом Винчестера и пользовался значительным влиянием в английской церкви. На сторону Стефана также встали архиепископ Кентерберийский Вильгельм де Корбейль и Роджер Солсберийский, фактический глава королевской администрации в Англии. В марте-апреле 1136 года на заседаниях Большого королевского совета в Вестминстере и Оксфорде нового короля поддержала и английская аристократия, включая Роберта Глостерского, сводного брата императрицы Матильды. Признание аристократии потребовало от Стефана значительных уступок: первые годы его правления ознаменовались раздачей земель и беспрецедентным количеством новых графских титулов, учреждённых для английского дворянства. Агрессия шотландского короля в 1136 году была остановлена ценой уступки Карлайла, Донкастера и владений Хантингдонского графства. Тем не менее, после заключения в середине 1136 года соглашения между королём и Робертом Глостерским, по свидетельству современников, вся Англия подчинилась королю Стефану.

## Война в Нормандии (1137—1140)
Умиротворение в Англии позволило Стефану в 1137 году отправиться в Нормандию. После смерти Генриха I Матильда закрепилась в южной Нормандии, получив крепости Домфрон, Аржантен, Алансон и Сэ. Однако ввод в герцогство отрядов Жоффруа Анжуйского, которые начали разорять нормандские земли, вызвал возмущение местной аристократии. Матильде не удалось привлечь на свою сторону дворянство Котантена и Верхней Нормандии, а успешные действия Галерана де Бомона, графа де Мёлан, остановили продвижение анжуйцев. Когда Стефан в марте 1137 года высадился в Нормандии, он мог рассчитывать на помощь антианжуйски настроенного дворянства, поддержку короля Франции и графа Блуа, а также на лояльность нормандского духовенства. Однако военные действия развивались неудачно: поход на Аржантен провалился, в армии начались конфликты между нормандским рыцарством и фламандскими наёмниками короля. К концу 1137 года Стефан был вынужден вернуться в Англию. В следующем году под контроль анжуйцев попали Бессен, Кан и бо́льшая часть Котантена, и к 1140 году, несмотря на контратаки Галерана де Бомона и Вильгельма Ипрского, центральные и западные области Нормандии признали власть Матильды.

## Начало войны в Англии (1138—1140)

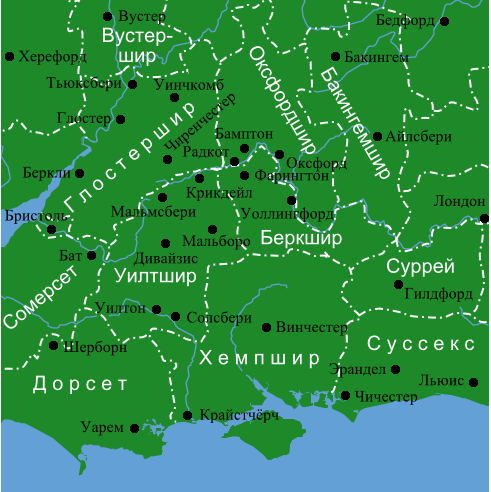
Основная территория военных действий во время гражданской войны в Англии (1135—1154).

Неудача в Нормандии, новое вторжение шотландских войск в 1138 году в Северную Англию и восстание в Уэльсе сильно ослабили положение короля. Уже летом 1138 года Роберт Глостерский заявил о своём переходе на сторону Матильды и начал подготовку к войне. К нему вскоре присоединились многие бароны западных и южных графств. Первоначально успех сопутствовал королю: ему удалось захватить основные укреплённые пункты мятежников, в том числе Шрусбери, Херефорд, Дувр и Уарем, а армия шотландского короля Давида I была разбита североанглийским ополчением в «битве Штандартов». Однако арест и конфискация имущества Роджера, епископа Солсберийского, и двух его племянников (епископов Линкольнского и Элийского) в 1139 году лишили короля поддержки английского духовенства, которой он обладал с начала царствования. 30 сентября того же года в Эранделе высадились императрица Матильда и Роберт Глостерский, что вызвало новый подъём баронского мятежа. Роберт укрепился в Бристоле, который на протяжении последующего десятилетия оставался военным центром сторонников Матильды. Ответные операции короля были крайне неудачны: Стефан один за другим осаждал замки мятежных баронов, однако только один из них (Мальмсбери) удалось взять. Действия войск короля в 1139—1140 годах были лишены системности и какого-либо плана, что в сочетании с несвоевременным проявлением галантности (Матильде был предоставлен королевский эскорт для переезда из Эрандела в Бристоль) резко ухудшило положение короля в стране. В апреле 1139 года Стефан был вынужден уступить шотландцам весь Нортумберленд, что продемонстрировало слабость короля. В то же время сторонники Матильды разграбили Вустер, а в ноябре 1139 года Роберт Глостерский захватил Винчестер, где находилась английская королевская казна.
К середине 1140 года Англия оказалось разделённой на два лагеря: в западных и юго-западных графствах укрепились сторонники императрицы Матильды во главе с Робертом Глостерским и Милем Глостерским. Крайним восточным форпостом Матильды являлся Уоллингфорд недалеко от Оксфорда, обороняемый её верным соратником Брайеном Фиц-Каунтом. Под властью короля остались Лондон и восточные графства. Военные действия велись, главным образом, на территории Беркшира, Уилтшира, Глостершира и Оксфордшира. Война шла с переменным успехом, сопровождалась разорением земель, поджогами городов, осадами замков и фактически приобрела характер взаимных грабительских рейдов: избегая сражений, феодалы с одной и другой стороны старались захватить как можно больше добычи. Имея главной целью собственное обогащение, а не политические убеждения, многие рыцари неоднократно переходили из лагеря Матильды в лагерь Стефана и обратно, сражаясь на стороне того, кто больше заплатит. Вильям Ньюбургский так описывал последствия военных действий между сторонниками Стефана и Матильды:
Англия была постепенно настолько разграблена и опустошена обоюдными враждебными действиями, грабежами и пожарами, что, будучи самой цветущей, теперь она представляет из себя самое опустошённое королевство. Уже пропал всякий страх перед королевской властью, исчезла вся сила общественного порядка, отступил страх перед законом, кругом бродили насилие и распущенность. Каждодневно умножалось зло, церковная музыка превратилась в траурную, а люди оплакивали всё новые и новые утраты.

## Пленение короля и правление Матильды (1141)

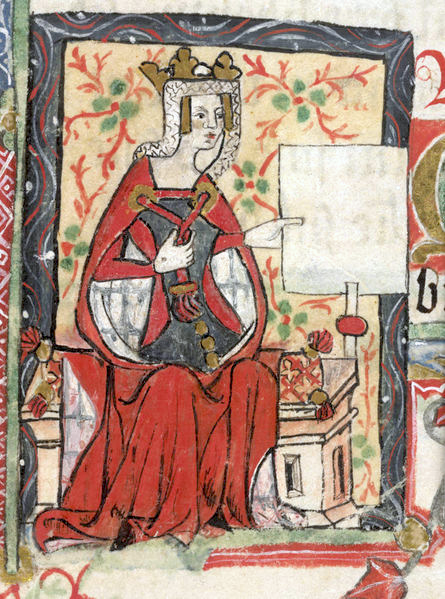
Императрица Матильда

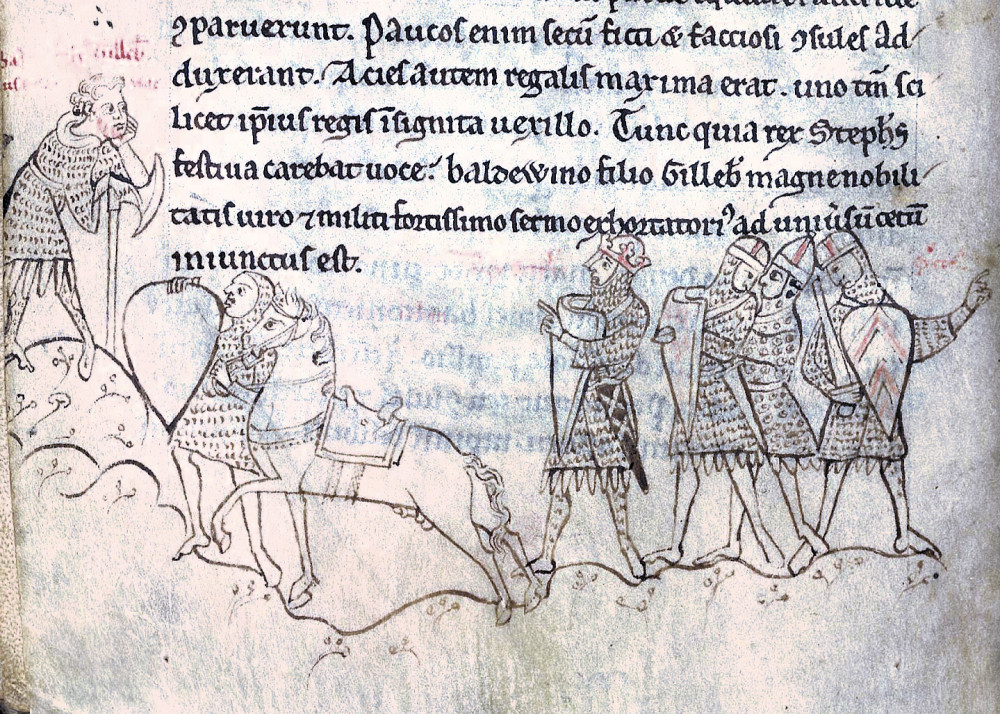
Битва при Линкольне

В 1140 году на сторону Матильды перешёл Ранульф де Жернон, граф Честер, один из сильнейших и богатейших англонормандских аристократов, контролировавший весь северо-запад страны. В конце 1140 года Ранульф захватил Линкольн, жители которого обратились за помощью к королю. Стефан поспешил на север, однако недалеко от Линкольна был встречен крупной армией Ранульфа Честерского и Роберта Глостерского, в состав которой, в частности, входили и валлийские отряды. В сражении при Линкольне 2 февраля 1141 года королевская армия была наголову разбита, сам король Стефан попал в плен.
Пленённый Стефан был помещён в Бристольский замок. Матильда и Роберт Глостерский направились в Винчестер, где 8 апреля 1141 года Матильда была избрана королевой Англии. Она приняла титул правительницы Англии (лат. Domina Anglorum) и во главе своих отрядов направилась к Вестминстеру, где по традиции происходила коронация английских монархов. Города, расположенные по пути следования Матильды (Уилтон, Оксфорд, Рединг), признали её власть. Лондонцы, поддерживавшие Стефана, под давлением папского легата Генриха Блуаского также открыли свои ворота перед императрицей. Однако грубость и надменность Матильды, её пренебрежение к городским привилегиям и требование тальи вскоре вызвали мятеж в Лондоне. Императрица была вынуждена бежать в Оксфорд. Более того, в юго-восточных графствах была сформирована армия сторонников Стефана, во главе которой встала жена короля Матильда Булонская. К ней присоединилась часть баронов, ранее поддерживавших императрицу, но разочарованных методами её правления. Войска Матильды Булонской вступили в Лондон, а затем двинулись на запад навстречу армии императрицы. 14 сентября 1141 года недалеко от Винчестера армия Матильды Булонской разгромила отряды императрицы. Хотя последней удалось бежать с поля боя, её брат и лидер партии её сторонников Роберт Глостерский был пленён. 1 ноября 1141 года Роберта обменяли на короля Стефана, который таким образом получил свободу.

## Реставрация Стефана (1141—1148)
После освобождения популярность Стефана значительно возросла, во многом благодаря жестокому обращению с ним в тюрьме и возмущению политикой Матильды в период её недолгого правления. 7 декабря в Вестминстере под председательством легата состоялся синод английской церкви, признавший Стефана королём и пригрозивший сторонникам Матильды отлучением от церкви. 25 декабря состоялась повторная коронация Стефана. Болезнь короля на некоторое время отложила возобновление войны, но в середине 1142 года, когда Роберт Глостерский отправился в Нормандию просить подкреплений у Жоффруа Анжуйского, Стефан перешёл к активным действиям. Ему удалось переманить на свою сторону Ранульфа де Жернона, а затем захватить Уарем, Чиренчестер и Радкот, отрезав таким образом Матильду в Оксфорде от основных сил её сторонников в западных графствах. 26 сентября 1142 года королевская армия штурмом взяла Оксфорд, заперев императрицу в Оксфордском замке. Осада замка продолжалась три месяца, пока 20 декабря Матильда не совершила дерзкий побег оттуда по льду Темзы в Уоллингфорд.
В начале 1143 года положение стабилизировалось. Сторонники Матильды сохранили свои позиции в западных графствах, где, по выражению современника, граф Роберт правил от моря до моря (от Бристольского залива до побережья Дорсета), а также эксклав в Уоллингфорде, тогда как центральные и восточные графства перешли под контроль короля. Поражение Стефана в сражении при Уилтоне в 1143 году и последующая капитуляция Шерброна перед войсками Роберта Глостерского не позволили королю продолжить наступление на запад, и в стране воцарилось хрупкое равновесие. В Нормандии, однако, перевес всё более склонялся на сторону Матильды: анжуйцы захватили Мортен, Фалез, Лизье, Кутанс, Сен-Ло и проникли в Вексен. К концу 1143 года войска сторонников Матильды взяли Шербур. 19 января 1144 года пал Руан, а на следующий день в Руанском соборе Жоффруа Плантагенет был провозглашён герцогом Нормандии.
Несмотря на установление относительного статус-кво в Англии, слабость королевской власти способствовала разгулу феодальной анархии в восточных и центральных графствах. За годы гражданской войны практически каждый английский барон обзавёлся собственной дружиной, которую зачастую использовал для грабительских набегов на земли соседей, города или аббатства. Король не имел достаточно сил, чтобы восстановить порядок в стране. Так, когда в 1143 году Стефан конфисковал владения и замки Жоффруа де Мандевиля за его сношения с императрицей Матильдой, тот бежал на остров Или, который превратил в укреплённый лагерь, и в течение года терроризировал окрестности, разоряя прилегающие земли, в том числе церковные, и убивая местных жителей без различия пола и возраста.
Постепенно, однако, лагерь сторонников императрицы Матильды слабел. Со смертью Миля Глостерского в 1143 году, Жоффруа де Мандевиля в 1144 году и графа Роберта в 1147 году партия императрицы лишилась своих лидеров. Начавшийся в 1146 году Второй крестовый поход привёл к отъезду в Палестину многих влиятельных баронов, что смягчило остроту противостояния в стране. Хотя в начале 1147 года в Англии высадился юный принц Генрих Плантагенет, сын Матильды и Жоффруа Анжуйского, ему не удалось активизировать действия своих сторонников. Вскоре он вернулся в Нормандию, а в начале 1148 года за ним последовала императрица Матильда.

## Завершение войны (1148—1153)
После отъезда императрицы Матильды из Англии, военные действия между двумя партиями фактически прекратились. Хотя на протяжении следующих пяти лет в стране периодически вспыхивали волнения тех или иных баронов, в целом страна обрела относительное спокойствие. Стефану так и не удалось установить контроль над всей аристократией Англии: значительная часть баронов западных графств по-прежнему пользовалась самостоятельностью и отказывалась признавать Стефана королём. Не контролировал Стефан и Северную Англию, где властвовали шотландцы и два крупнейших англонормандских барона — Ранульф де Жернон, граф Честер, и Роберт де Бомон, граф Лестер. В других частях страны местная аристократия, хотя и признавала власть короля, фактически обладала полной свободой. По свидетельству Вильяма Ньюбургского,

В некоторых провинциях были возведены многочисленные замки, и теперь в Англии существовало, в какой-то степени, много королей, или вернее, тиранов, которыми и являлись на деле хозяева замков. Каждый чеканил свою собственную монету и обладал властью, схожей с королевской, диктуя зависимым от себя свой собственный закон. <…> Их смертоносная вражда заполняла грабежами и пожарами всю страну до самых далёких уголков, и страна, которая в последнее время отличалась наибольшим изобилием, теперь была почти лишена хлеба.— 
В то время как партия Матильды в Англии потерпела поражение, Нормандия с 1144 года перешла под власть анжуйцев. Жоффруа Плантагенет был признан герцогом Нормандии, в том числе его права признал и сам король Людовик VII. Политика Жоффруа стала более осторожной, что позволило ему приобрести поддержку значительной части местной аристократии и духовенства. В 1150 году управление Нормандией было передано его сыну принцу Генриху, а спустя год Жоффруа скончался. Генрих, как прямой потомок королей Англии и герцогов Нормандии, был гораздо более приемлемой кандидатурой для знати по обоим берегам Ла-Манша, чем его мать Матильда и отец Жоффруа Анжуйский. После отъезда Матильды из Англии в 1149 году Генрих возглавил партию противников короля Стефана. Первоначально, однако, его действия были малоуспешными. В 1149 году он высадился в Северной Англии, где был посвящён в рыцари шотландским королём Давидом I, но план совместного с шотландцами нападения на Йорк провалился из-за подхода крупной армии Стефана. Затем Генрих закрепился в Глостершире, но единственным результатом его операций в этом регионе стало взятие Бридпорта в Девоне. Уже в январе 1150 года Генрих вернулся в Нормандию.

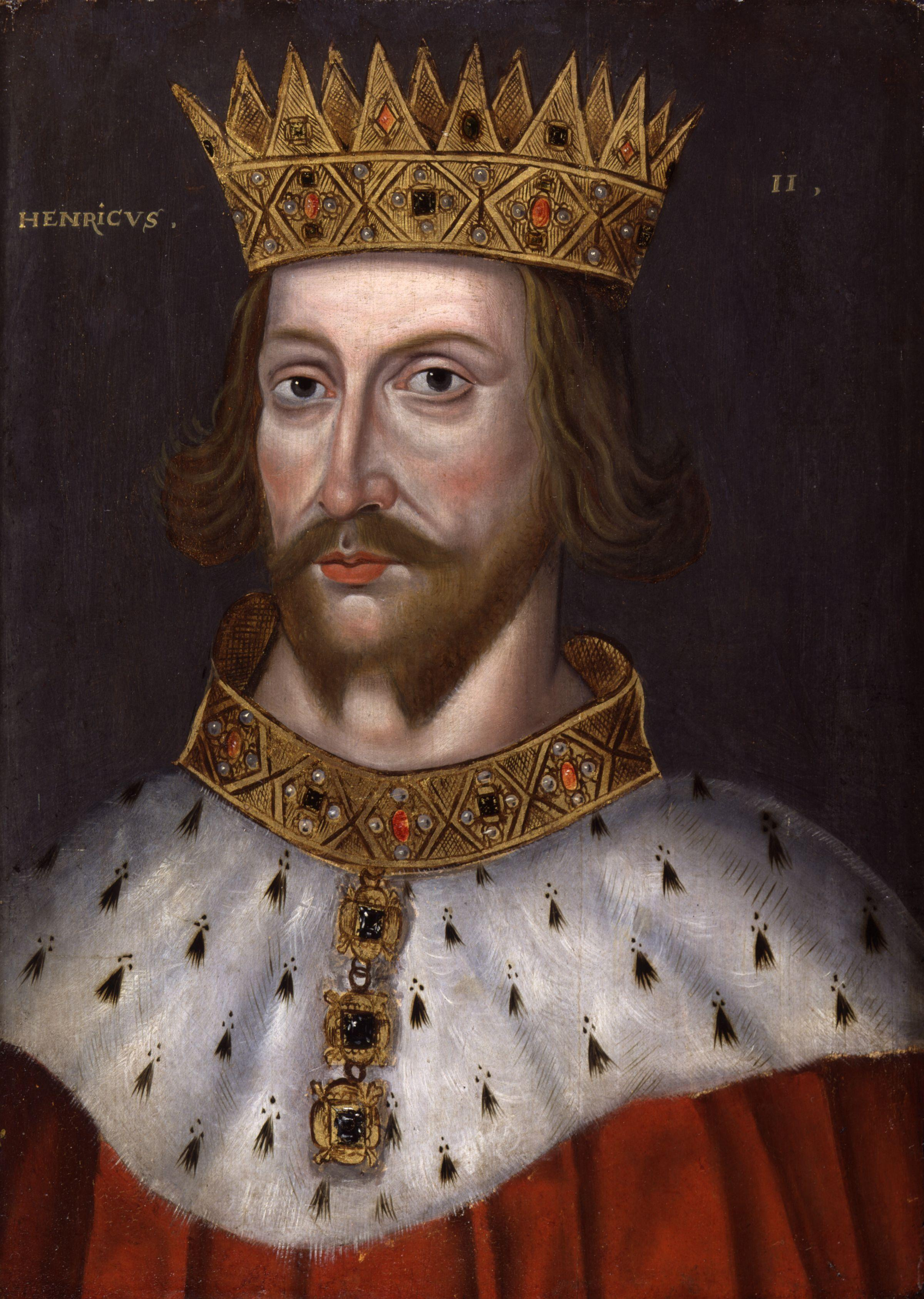
Генрих II Плантагенет. Ок. 1620 г.

Возобновление попыток завоевать английский престол Генриху пришлось отложить из-за начавшейся войны с французским королём Людовиком VII и смерти Жоффруа Анжуйского. Однако в 1152 году силы Генриха резко возросли: 18 мая 1152 года он женился на Элеоноре, герцогине Аквитании и графине де Пуатье, в результате чего под власть Генриха попала бо́льшая часть Франции. Опираясь на материальные и людские ресурсы своего нового государства, в январе 1153 года Генрих вновь высадился в Англии. К этому времени позиции Стефана ещё более ослабли из-за борьбы, которую он вёл с архиепископом Кентерберийским и папой римским, в том числе и в отношении возможности передачи английского престола своему сыну Евстахию. Войска Генриха и Стефана встретились на берегу реки Эйвон у Мальмсбери. Проливной дождь расстроил позиции королевских войск и вынудил Стефана отступить. Вскоре Генрих получил контроль над всей западной частью Англии и, пройдя через Ившем, Глостер и Ковентри, захватил Лестер и Уорик (точнее, что касается последнего, то жена Роже де Бомона, 2-го графа Уорика, приняв на веру ложные сведения, что её муж мёртв, передала контроль над замком вторгшейся армии Генриха Анжуйского. Согласно тексту английского исторического документа «Деяния Стефана» (Gesta Regis Stephani), владетель Уорика Роже де Бомон «умирал, слушая печальное для себя известие о том, что его супруга сдала замок». Впоследствии Генрих II возвратил замок под управление графам Уорика, поскольку они выступили на стороне его матери императрицы Матильды в гражданской войне 1135-54 годов. Затем анжуйцы двинулись к Уоллингфорду, осаждённому армией короля. Опасаясь полного разгрома, Стефан предложил перемирие. Генрих согласился, и после взятия Стамфорда в начале сентября 1153 года военные действия прекратились.

## Уоллингфордский договор и воцарение Генриха II (1153—1154)
К концу 1153 года Стефан, уставший от войны и потерявший интерес к её продолжению после смерти своего сына Евстахия в августе 1153 года, согласился на заключение мирного договора. Его условия, предварительно намеченные в Уоллингфорде, были затем сформулированы представителями обеих партий в Винчестере в ноябре 1153 года и ратифицированы грамотами Генриха и Стефана в Вестминстере. Генрих был признан наследником английского престола, взамен чего гарантировал сохранение за младшим сыном Стефана его владений в Нормандии и Англии и принесение оммажа Стефану своими сторонниками в западных графствах. В начале 1154 года в Оксфорде английские бароны принесли клятву верности Генриху как наследнику престола, а также согласились снести все замки, незаконно возведённые в годы гражданской войны.
Весной 1154 года Генрих вернулся в Нормандию, где он и оставался, пока не получил известий о смерти Стефана, последовавшей 25 октября 1154 года. Он немедленно прибыл в Англию и 19 декабря 1154 года был коронован королём Англии под именем Генриха II, основав тем самым новую династию на английском престоле — династию Плантагенетов. Период феодальной анархии завершился, начался процесс возрождения сильной королевской власти и формирования «Анжуйской империи», доминировавшей в Западной Европе на протяжении второй половины XII века.

## Последствия

### Влияние на экономику и финансовую систему
Вопрос влияния гражданской войны 1135—1154 годов на экономику Англии окончательно не разрешён. Часть исследователей полагает, что период анархии значительно подорвал хозяйство страны, привёл к разорению земель и падению производства. В качестве подтверждения этого тезиса обычно приводятся данные оценки английских земель в 1156 году для обложения «датскими деньгами», согласно которой ставка налога для многих областей и городов Средней Англии была снижена в несколько раз из-за ущерба, понесённого в годы гражданской войны, а также следующий знаменитый пассаж в «Хронике Питерборо»:
<Бароны> присягали королю в верности и давали клятвы; но никто не держал слова своего. Все они преступали клятву свою и чести своей не хранили, а всякий лорд строил себе замок против его, и заполнили страну замками. Они угнетали простых людей Земли, заставляя работать в замках своих. Когда же замки возведены были, наполнили их бесы и злодеи. Тут они стали хватать людей, которых считали имущими, по ночам и даже днём, мужчин и женщин, держали их в заключении, дабы отнять золото и серебро, пытали их страшными муками, и не было мучеников несчастнее их…

Я не могу и не смею описать все ужасы и зло, причинённые несчастному народу земли нашей, и продолжалось это девятнадцать зим, пока был королём Стефан, и всё хуже и хуже было далее. Они требовали подати с городов, называя это защитой бедных людей. Когда же видели, что нечего у людей больше взять, они жгли все города, так что можно было ехать день целый и не видеть живого человека в городе и поля засеянного.
В то же время, многие современные учёные оспаривают катастрофичность последствий гражданской войны для экономики Англии. Очевидно, что описания ужасов войны, содержащиеся в «Хронике Питерборо», скорее представляют собой изображения крайностей, наиболее врезавшихся в память современников. Вероятно, они относятся ко времени разбоев Жоффруа де Мандевиля в прилегающих к острову Или районах, а не к театру военных действий. Собственно гражданская война продолжалась в Англии не более девяти лет — с 1139 по 1148 годы, в то время как последующее пятилетие, по всей видимости, немногим отличалось от обычного положения в менее централизованных, чем Англия, феодальных государствах Европы (например, во Франции, Германии, Италии), и относилось к эпохе анархии лишь по контрасту с длительными периодами сильной королевской власти в стране до и после правления Стефана. Безусловно, разбои баронов и грабежи наёмников причиняли существенный ущерб тем или иным территориям, однако очевидно, что подобные акты насилия и беззакония имели достаточно локальный характер, а военные действия между армиями Стефана и Роберта Глостерского ограничивались, в целом, регионом Уилтшира, Оксфордшира и прилегающих частей соседних графств. Восточные и юго-восточные области Англии практически не были затронуты войной. Удивление вызывают также данные оценки для обложения «датскими деньгами», проведённой в 1156 году: наибольшую скидку со взимаемого налога получили регионы (Уорикшир, среднеанглийские графства, Рочестер), которых практически не коснулись военные действия, в то время как Вустер, который, как известно, неоднократно разрушался враждующими сторонами, был вынужден платить налог в полном размере. Нет также данных о сколь-либо значительном влиянии гражданской войны на простых людей: сражавшиеся армии состояли, главным образом, из наёмников (валлийцы у Роберта Глостерского, фламандцы и бретонцы у короля Стефана). Массовое церковное строительство, отмеченное в Англии в середине XII века, также свидетельствует о том, что война не нанесла значительного ущерба благосостоянию общества.
Существенным доводом против преувеличения влияния гражданской войны на экономику страны является тот факт, что финансовая система Англии периода правления Стефана оставалась достаточно стабильной. Английские монеты, отчеканенные при Стефане, отличались полновесностью, нет сведений об обложении населения в этот период «датскими деньгами», практически не пострадала торговля, концентрирующаяся в оставшихся верными королю городах восточных графств. Доходы Казначейства, конечно, существенно уменьшились из-за раздачи Стефаном земель и привилегий баронам, которых он хотел привлечь на свою сторону, а работа Палаты шахматной доски была дезорганизована, однако королю удавалось изыскивать дополнительные источники финансирования расходов на ведение войны, прежде всего путём займов у городов и взимания платы за предоставление хартий вольностей городам и ярмаркам.

### Политические последствия
Наиболее важным политическим результатом гражданской войны стало резкое укрепление феодальной аристократии. Король Стефан и императрица Матильда, пытаясь привлечь на свою сторону баронов, активно раздавали земельные владения, замки, привилегии и титулы. Если в 1135 году в Англии было лишь семь графов, то к 1142 году их число достигло двадцати двух. Причём расширение высшей прослойки аристократии не сопровождалось размыванием социального статуса графа, наоборот, титулованное дворянство эпохи гражданской войны занимало совершенно исключительное положение в социальной системе. Помимо обладания обширными земельными владениями, графы приобрели властные полномочия в регионах: они удерживали треть доходов от отправления правосудия в графствах, контролировали назначения на посты шерифа и верховного судьи (юстициара), владели или управляли замком в административном центре графства. Многие населённые пункты и небольшие города попали под власть крупных землевладельцев. Возникла тенденция к передаче по наследству должностей в королевской администрации, занимаемых баронами. В условиях крайней слабости королевской власти, феодалы на местах превратились почти в полновластных правителей, держащих в своих руках судебную и административную систему графств. Существуют сведения, что крупнейшие бароны самостоятельно взимали и освобождали от налогов, пошлин и платежей за пользование королевскими лесами, от своего имени издавали обязательные к исполнению предписания и приказы. По всей стране баронами без королевского разрешения возводились замки — оплоты их власти над округой. Некоторые феодалы даже чеканили собственную монету, правда, это касалось лишь Северной Англии, которая практически не контролировалась Стефаном. Всевластие баронов было ликвидировано лишь после вступления на английский престол Генриха II Плантагенета.

## Основные участники гражданской войны
| Сторонники короля Стефана: - Ален Чёрный, граф Ричмонд; - Гуго Биго, граф Норфолк; - Уильям де Браоз; - Генрих Блуаский, епископ Винчестера; - Евстахий Блуаский, граф Булонский; - Тибо II де Блуа, граф Шампанский; - Галеран де Бомон, граф де Мёлан; - Роберт де Бомон, граф Лестер; - Роджер де Бомон, граф Уорик; - Хью де Бомон, граф Бедфорд; - Вильгельм, граф Омальский; - Вильгельм Ипрский; - Вильгельм де Варенн, граф Суррей; - Гилберт де Гант, граф Линкольн. - Гилберт де Клер, граф Пембрук; - Вильгельм де Корбейль, архиепископ Кентерберийский; - Матильда Булонская; - Рожер д'Обиньи; - Уильям д’Обиньи, граф Арундел; - Роджер, епископ Солсбери; - Симон II де Санлис, граф Нортгемптон; - Теобальд, архиепископ Кентерберийский; - Турстан, архиепископ Йоркский; - Роберт де Феррьер, 1-й граф Дерби; - Роберт де Феррерс, 2-й граф Дерби. | Сторонники императрицы Матильды: - Аделиза Лувенская; - Хамфри де Богун; - Обри де Вер, граф Оксфорд; - Генрих Плантагенет; - Генрих Шотландский, граф Хантингдон; - Давид I, король Шотландии; - Реджинальд Данстанвильский, граф Корнуолл; - Миль Глостерский, граф Херефорд; - Ранульф де Жернон, граф Честер; - Жоффруа де Мандевиль, граф Эссекс; - Жоффруа Плантагенет, граф Анжуйский; - Гилберт де Клер, граф Хертфорд; - Джон Маршал; - Вильгельм де Мойон, граф Сомерсет; - Симон III де Монфор; - Патрик, граф Солсбери; - Болдуин де Редверс, граф Девон; - Роберт, граф Глостер; - Вильгельм де Румар, граф Линкольн; - Уильям Фиц-Алан; - Уолтер Фиц-Алан; - Брайен Фиц-Каунт. |

## В популярной культуре

### Кино
- «Брат Кадфайл» — телесериал реж. Грэма Тикстона, Малькольма Моубрая, Херберта Вайза, Ричарда Страуда, Кена Грива, Мэри Макмюррей (Великобритания, 1994-1998);
- «Столпы Земли» — телесериал реж. Сержио Мимика-Геззана и продюсера Ридли Скотта (Канада-Германия, 2010)

### Сноски
1. ↑  Клятва верности была подтверждена на собраниях англонормандских баронов 8 сентября 1131 года и 2 августа 1133 года.
2. ↑  Нормандские бароны в конце концов избрали герцогом Тибо Шампанского, однако к этому времени Стефан уже был коронован, и Тибо не стал начинать борьбу со своим младшим братом.
3. ↑  Даже его родной брат Генрих, епископ Винчестерский и папский легат, на некоторое время перешёл на сторону врагов.